# Daly River
Daly River – miejscowość położona nad rzeką Daly (Daly River), przy drodze Daly River Road, na obszarze Terytorium Północnego w Australii.